# Maturin Murray Ballou
Maturin Murray Ballou (Boston, 14 de abril de 1820 – Cairo, 27 de março de 1895) foi um escritor e editor americano na Boston do século XIX. Foi pioneiro do jornalismo ilustrado americano, editou o periódico Gleason's Pictorial e Ballou's Monthly, e muitas coleções de citações, e em 1872 tornou-se editor-chefe do Boston Daily Globe, do qual foi um dos fundadores. Escreveu numerosos livros de viagem e obras de ficção popular.

## Biografia

### Décadas de 1820 a 1840
Ballou nasceu em Boston em 1820, filho do teólogo Hosea Ballou e de Ruth Washburn. Frequentou The English High School e, embora tenha passado no exame de admissão do Harvard College, não compareceu às aulas. Casou com Mary Anne Roberts em 15 de setembro de 1839.
Começando por volta de 1838, Ballou contribuiu para o Olive Branch, um jornal semanal publicado em Boston. Além de escrever, trabalhou em vários empregos para o Boston Post Office, em 1839, e para a Boston Custom House, em 1845. De 1842 a 1844, Ballou e Isaac H. Wright publicaram o semanário Bay State Democrat. Escrevendo sob o pseudônimo de Lieutenant Murray, Ballou escreveu romances populares que foram publicados por Frederick Gleason a partir de 1845, tais como: The Gipsey, or, the Robbers of Naples: a Story of Love and Pride. Ele também escreveu histórias para o The Flag of Our Union.

### Década de 1850

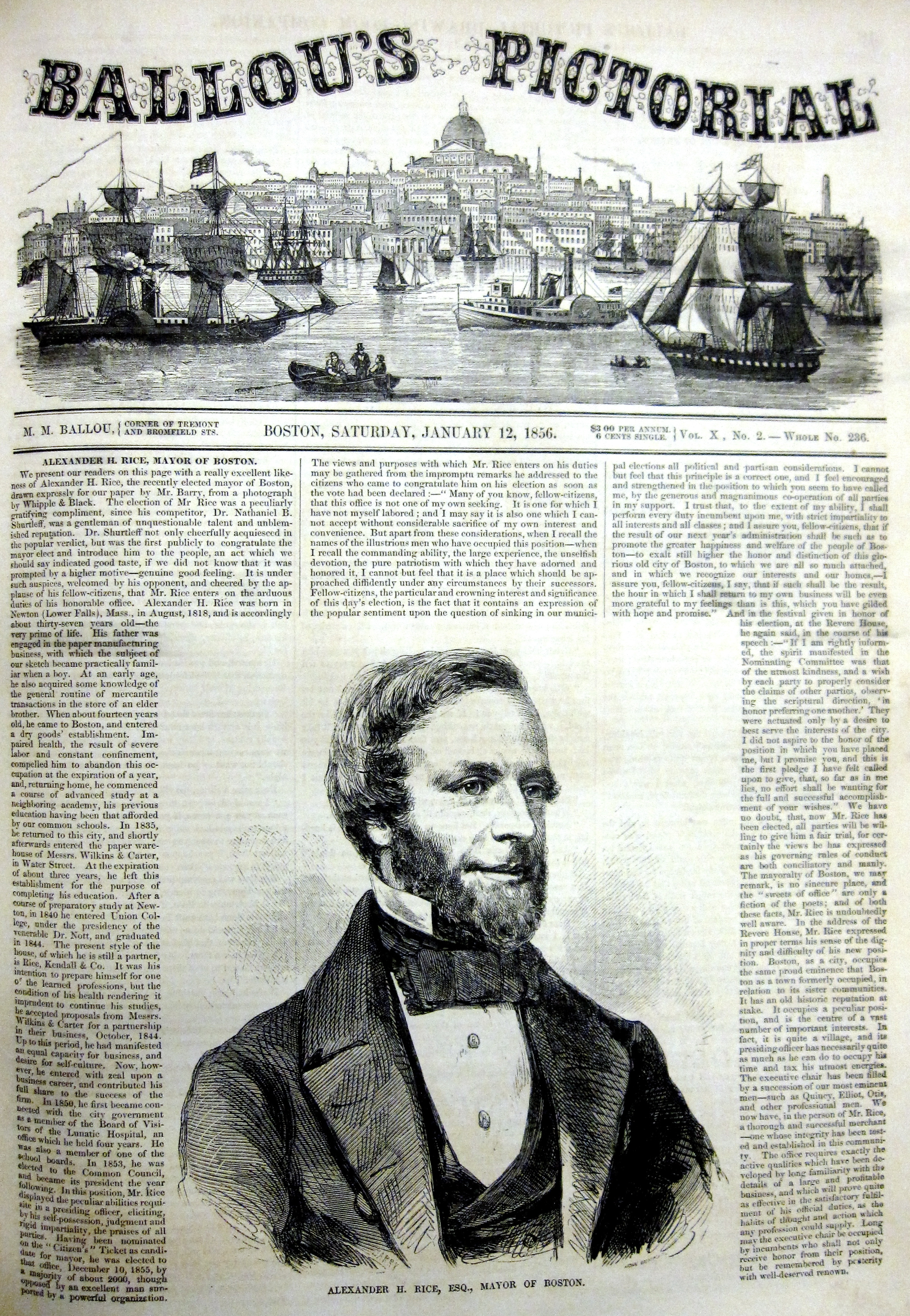
Ballou's Pictorial, 12 de janeiro de 1856

Em 1851, Ballou e Frederick Gleason fundaram o jornal semanal Gleason's Pictorial Drawing-Room Companion, inspirado no The Illustrated London News. A primeira edição surgiu em 3 de maio de 1851, e declarou: "O objetivo deste jornal é apresentar, na forma mais elegante e disponível, uma mistura literária semanal de eventos notáveis do dia. Suas colunas são dedicadas a contos originais, esboços, e poemas, pelos melhores autores americanos, e a nata das notícias nacionais e estrangeiras; tudo bem temperado com sagacidade e humor." Em novembro de 1854, Ballou comprou o Gleason e mudou o nome do jornal para Ballou's Pictorial Drawing-Room Companion.
Por volta de 1857, a empresa editorial de Ballou em Boston funcionava na Winter Street, número 22, em um edifício construído em 1856.

"...O edifício abrigou em seus dois primeiros andares principais os escritórios editoriais e comerciais da editora Maturin Murray Ballou. O porão abrigava as 12 prensas a vapor que a cada semana produziam, entre outras publicações, mais de 100 000 exemplares de um periódico de 16 páginas, profusamente ilustrado, Ballou's Pictorial Drawing-Room Companion. Os gravadores ocupavam o terceiro andar, trabalhando em mesas junto às janelas. No topo do edifício de quatro andares, havia um sótão coroado com uma grande abertura de admissão de luz. Esta abertura iluminava a sala que Ballou havia destinado aos artistas gráficos que contribuíram para o seu Companion.
Entre os ilustradores que trabalharam para Ballou estavam: John Andrew, Charles A. Barry, W.L. Champney, John Chapin, William Croome, Charles Damoreau, George Devereux, Winslow Homer, Frank Leslie, John Manning, Emile Masson, Samuel Worcester Rowse, Guilherme Wade, Alfred Waud e William Waud.
Em 1859, M. M. Ballou publicou vários periódicos adicionais:
- The Flag of Our Union.
- The Weekly Novelette. Alguns foram escritos por Ballou, sob seu pseudônimo "Lieutenant Murray": Novelette no. 90 – The scarlet flag; or, The Caribbean rover: a story of the early Buccaneers; Novelette no. 137 – The pirate smugglers; or, The last cruise of the Viper.
- Ballou's Dollar Monthly ("a revista mais barata do mundo"), que continuou até junho de 1893, sob títulos variados: Dollar Monthly (1863–1865) e Ballou's Monthly Magazine (1866–1893).[7]

### Décadas de 1860 a 1890
Em 1867, Ballou construiu o St. James Hotel, na Franklin Square, em Boston. O hotel tinha 400 quartos e era "o maior hotel familiar da cidade e um dos mais dispendiosamente mobilados".
Ballou foi o primeiro editor do Boston Daily Globe, de 1872 a 1874. As críticas contemporâneas eram positivas:
"Boston tem outro jornal diário, para somar aos 8 ou 10 já publicados aqui. The Boston Daily Globe surge totalmente equipado, como Minerva da cabeça de Júpiter; um grande jornal de 8 páginas, mais semelhante ao Times ou ao Tribune do que qualquer um de seus parentes de Boston. Ele afirma ser neutro na política .... Este é um novo avanço no jornalismo."
Nas décadas de 1880 e 1890, foi autor de vários livros de viagens, abrangendo o Alasca, a Rússia, Cuba, a Índia, a América do Sul, a Austrália, a Tasmânia, a Nova Zelândia, Samoa e outros lugares. Em 1882, ele "circunavegou o globo".
Em 1885–1886, Ballou foi proprietário do Boston Athenaeum.
Ballou morreu em 27 de março de 1895, no Cairo, Quedivato do Egito, onde estava com sua esposa desde janeiro de 1895. Está sepultado em Boston.

## Obras selecionadas

### Não ficção
- Biography of Rev. Hosea Ballou. Boston: A. Tompkins, 1852.
- Life story of Hosea Ballou: for the young. Boston: Tompkins, 1854.
- Treasury of thought. forming an encyclopædia of quotations from ancient and modern authors. Boston, J.R. Osgood and Co., 1872.
- Pearls of thought. Boston: Houghton, Mifflin & Company, 1881.
- Notable thoughts about women: a literary mosaic. Boston: Houghton, Mifflin and Company, 1882.
- Edge-tools of speech. Boston, Ticknor and Co., 1886.
- Genius in sunshine and shadow. Boston, Ticknor and Co., 1887.

### Viagens
- Will Cuba come into the Union? History of Cuba; or, notes of a traveller in the tropics.: Being a political, historical, and statistical account of the island, from its first discovery, to the present time. Boston, Mass.: Publicado por Phillips, Sampson & Co., 1854.
- History of Cuba, or, Notes of a traveller in the tropics being a political, historical, and statistical account of the island, from its first discovery to the present time. Boston: Nova Iorque: Phillips, Sampson and Company, 1854.
- Murray, Ballou, Maturin (1885). Due south: or Cuba past and present. Boston: Houghton, Mifflin
- Due West; or, Round the world in ten months. Boston, Houghton Mifflin, 1886.
  - Murray, Ballou, Maturin (1888). Due west, or Round the world in ten months 6.ª ed. Boston, Nova Iorque: Houghton, Mifflin and Company
- Murray, Ballou, Maturin (1887). Due north: or, Glimpses of Scandinavia and Russia. Boston: Ticknor and company
- Foot-prints of travel, or, Journeyings in many lands. Boston: Ginn, 1888.
- Murray, Ballou, Maturin (1888). Under the Southern Cross: or, Travels in Australia, Tasmania, New Zealand, Samoa, and other Pacific islands. Boston: Ticknor and Co.
- Murray, Ballou, Maturin (1890). Aztec land. Boston, Nova Iorque: Houghton, Mifflin. OCLC 511725
- Murray, Ballou, Maturin (1892). Equatorial America: descriptive of a visit to St. Thomas, Martinique, Barbadoes, and the principal capitals of South America. Boston e Nova Iorque: Houghton. OCLC 1709763
- The Story of Malta. Boston e Nova Iorque, Houghton, Mifflin and Co., 1893.
- Murray, Ballou, Maturin (1894). The Pearl of India. Boston, Nova Iorque: Houghton, Mifflin and company. OCLC 2044079 (Sobre o Ceilão)
- Murray, Ballou, Maturin (1896). Ballou's Alaska: the new Eldorado: a summer journey to Alaska Tourist's ed. with maps. ed. Boston: Houghton, Mifflin

### Ficção

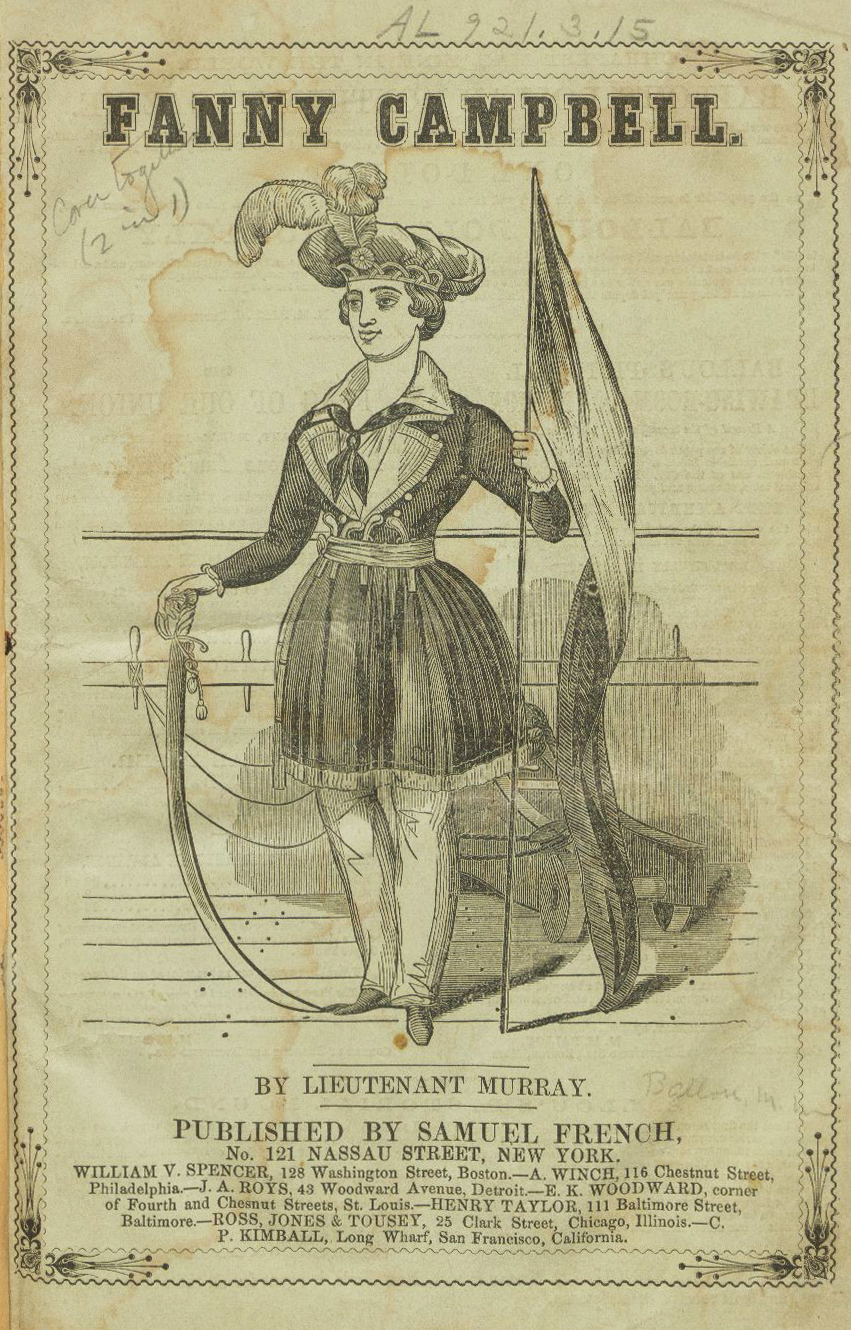
Fanny Campbell, 1844

- Fanny Campbell, the Female Pirate Captain. Boston, F. Gleason, 1844.
- Ben Bobstay, the Boatswain's Mate, and Rosetta of Boston. Boston, John B. Hall, 1845.
- The Naval Officer, or, The pirate's cave. Boston, F. Gleason, 1845.
- The Protege of the Grand Duke: A Tale of Italy. Boston, F. Gleason, 1845.
- Red Rupert, the American Bucanier. Boston, Gleason's Publishing Hall, 1845.
- Albert Simmons; or, The Midshipmen's Revenge. Boston, F. Gleason, 1845.
- The Child of the Sea; or, The Smuggler of Colonial Times. And The Love Test. Boston, United States Publishing Company, 1846.
- The Gipsey; or, The robbers of Naples: a story of love and pride. Boston, F. Gleason, 1847.
- Roderick the Rover; or, The Spirit of the Wave. Boston, Gleason's Publishing Hall, 1847.
- The Spanish Musketeer. Boston, Gleason's Publishing Hall, 1847.
- The Adventurer; or, The Wreck on the Indian Ocean . . . Boston, F. Gleason, 1848.
- Rosalette; or, The Flower Girl of Paris. Boston, F. Gleason, 1848.
- The Belle of Madrid; or, The Unknown Mask. Boston, F. Gleason, 1849.
- The Cabin Boy; or, Life on the Wing. Boston, F. Gleason, (1848).
- The Sea-witch Or, the African Quadroon: A Story of the Slave Coast.
- The Magician of Naples; or, Love and Necromancy. New York, Samuel French, [1850?]
- The Turkish Slave; or, The Mahometan and His Harem. Boston, F. Gleason, 1850.
- The Circassian Slave; or, The Sultan's Favorite:  A Story of Constantinople and the Caucasus. Boston: F. Gleason, 1851.

### Drama
- Miralda; or, The Justice of Tacon. Boston: W.V. Spencer, 1858.

## Leituras adicionais
- S.A. Allibone. Critical Dictionary of English Literature. 1859.
- A. Ballou. History and Genealogy of the Ballous in America. 1888.
- O.F. Adams. Dictionary of American Authors. 1897.
- American National Biography.